# Crassula muscosa
Crassula muscosa (синоними: Crassula lycopodioides и Crassula pseudolycopodioides) е сукулентно растение с произход от Южна Африка и Намибия, принадлежащо към семейство Дебелецови (Crassulaceae) и род Crassula. Това е стайно растение, отглеждано в цял свят и широко известно като rattail crassula, „верижка на часовник“, „опашка на гущер“, „растение цип“ и „борова принцеса“.

## Етимология
Научното и популярното наименования се отнасят до външния му вид: muscosa произлиза от латинската дума muscosus, което означава „листнат мъх“. „Lycopodioides“ се отнася до Lycopodium (вид васкуларни растения), което произлиза от гръцките думи „Λύκος“ (чете се „ликос“ – „вълк“), „πόδι“ (чете се „поди“ – „крак“) и οειδής (чете се „оеидес“, където „-oid“ се превежда „подобен на“).

## Описание
Crassula muscosa има много малки, светлозелени листа, които са плътно опаковани около тънко стъбло, а разположението на листата около стъблата им придава квадратна форма. Расте като сложен храст с много малки жълто-зелени цветя, с максимална височина 15 – 20 cm.

## Сортове
Непълен списък:
- Crassula muscosa var. accuminata
- Crassula muscosa var. muscosa[3]
- Crassula lycopodioides var. purpusii
- Crassula muscosa var. rastafarii[4]
- Crassula muscosa var. sinuata[5]
- Crassula muscosa var. variegata